# Taibaishanus
Taibaishanus Tanasevič, 2006 è un genere di ragni appartenente alla famiglia Linyphiidae.

## Etimologia
Il nome del genere Taibaishanus è una combinazione di due parole che designano l'area in cui è stata scoperta la nuova specie. Taibai si riferisce al Monte Taibai, la montagna più alta della catena montuosa dei Qinling nella provincia dello Shaanxi, in Cina, mentre shanus deriva dal latino e significa appartenente a. Quindi, il nome del genere indica che questi ragni sono originari del Monte Taibai. Il genere è di genere grammaticale maschile.

## Descrizione
I ragni del genere Taibaishanus sono Erigoninae di dimensioni relativamente grandi, con una lunghezza totale del corpo che varia da 2,29 a 3,00 mm. Il cefalotorace del maschio è leggermente modificato e può presentare un lobo cefalico di forma peculiare. La chetotassi è 2.2.1.1, il che significa che ci sono due setole dorsali sul femore, due setole dorsali sulla patella, una setola dorsale sulla tibia e una setola dorsale sul metatarso.
Tutti i metatarsi hanno un tricobotrio. L'indice TmI varia da 0,41 a 0,67.
Il genere è caratterizzato da una combinazione unica di caratteri, in particolare per quanto riguarda la morfologia dei genitali maschili. La tibia palpale ha una forma particolare, con apofisi di varia forma. Il paracymbium è a forma di U. La divisione embolare è complessa, con embolo di forma variabile e radix distintivo.
L'opistosoma è ovale, di colore variabile dal grigio al pallido.
Le femmine, dove note, hanno dimensioni simili ai maschi. L'epigino ha una morfologia distintiva.

## Distribuzione
Le specie oggi attribuite a questo genere sono state reperite in Cina: finora sono note solo delle pendici del monte Taibai, nella provincia dello Shaanxi, e nella provincia dello Yunnan. 

## Tassonomia
A dicembre 2022, si compone di 2 specie:
- Taibaishanus elegans Tanasevič, 2006[2] — Cina (Shaanxi)
- Taibaishanus nankangensis Irfan, Zhang & Peng, 2022 — Cina (Yunnan)